# بلاد القدیم
البلاد القدیم (به عربی: بلاد القدیم) یک منطقهٔ مسکونی در بحرین است که در استان عاصمه (بحرین) واقع شده‌است.